# Opius helluatus
Opius helluatus är en stekelart som beskrevs av Papp 1981. Opius helluatus ingår i släktet Opius och familjen bracksteklar. Inga underarter finns listade i Catalogue of Life.